# Famille Mieg
 (février 2022).
Le contenu est difficilement compréhensible vu les erreurs de traduction, qui sont peut-être dues à l'utilisation d'un logiciel de traduction automatique.

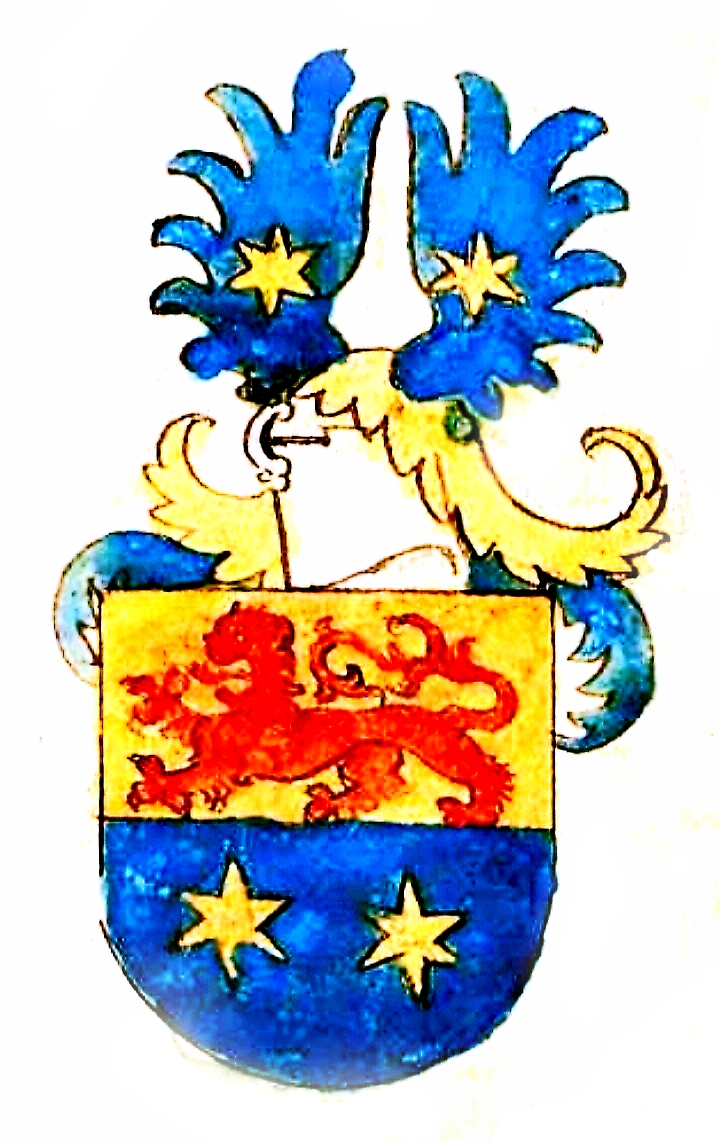
Armoiries des Mieg dans une collection d'armoiries du sud de l'Allemagne vers 1530, qui a également servi de modèle pour les armoiries dans des lettres de noblesse plus tard pour les membres de la famille

La famille Mieg (en partie de Mieg ; également Muge, Müeg, Mueg, Mique  et Miegen) est une famille d' origine alsacienne, qui a prospéré notamment à Strasbourg, Mulhouse et Heidelberg et subsiste encore aujourd'hui en France sous le nom de Mieg de Boofzheim.

## Histoire
À l'origine, c'était une famille de marchands.  De cette famille sont nés également des scientifiques, des politiciens et des religieux.[réf. nécessaire]

## Armes

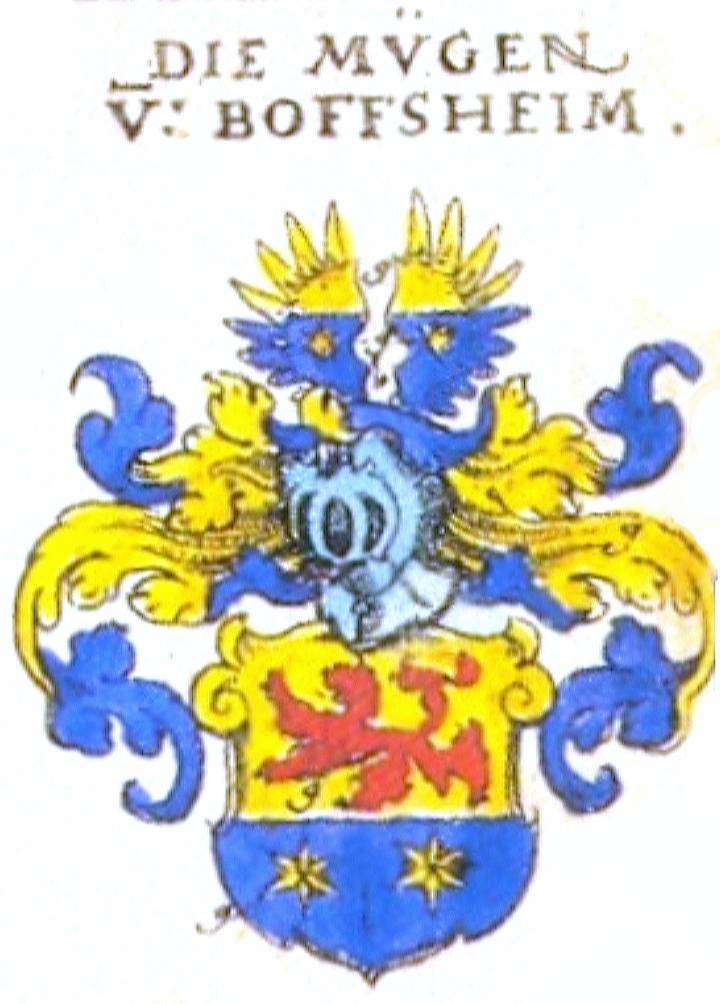
Armoiries de Mügen von Boffsheim dans le livre d'armoiries de Johann Siebmacher de 1605, département de chevalerie et de noblesse en Alsace

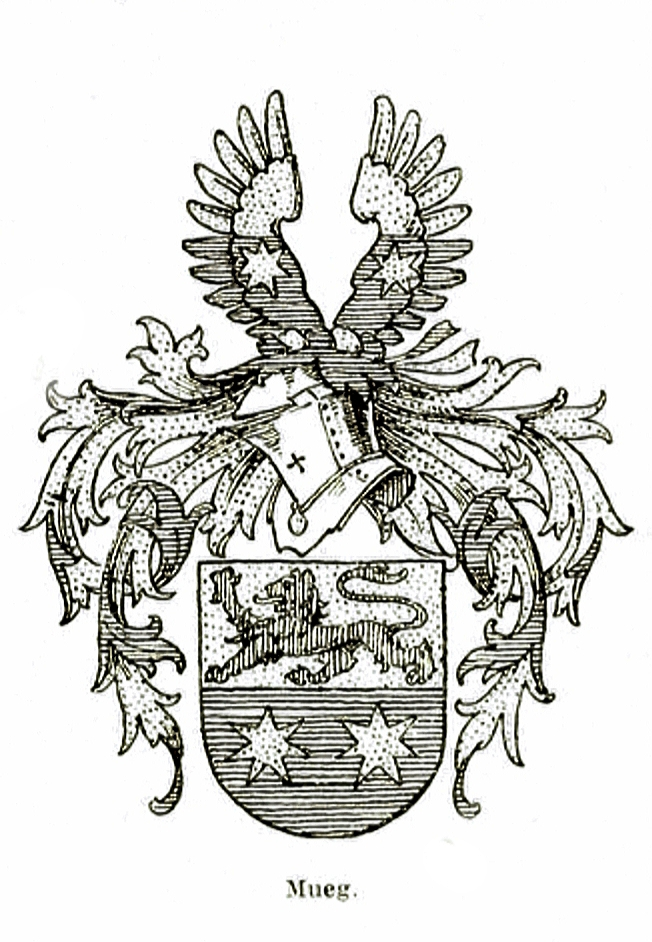
Blason de MUEG / Mieg dans Upper Baden Geschlechterbuch

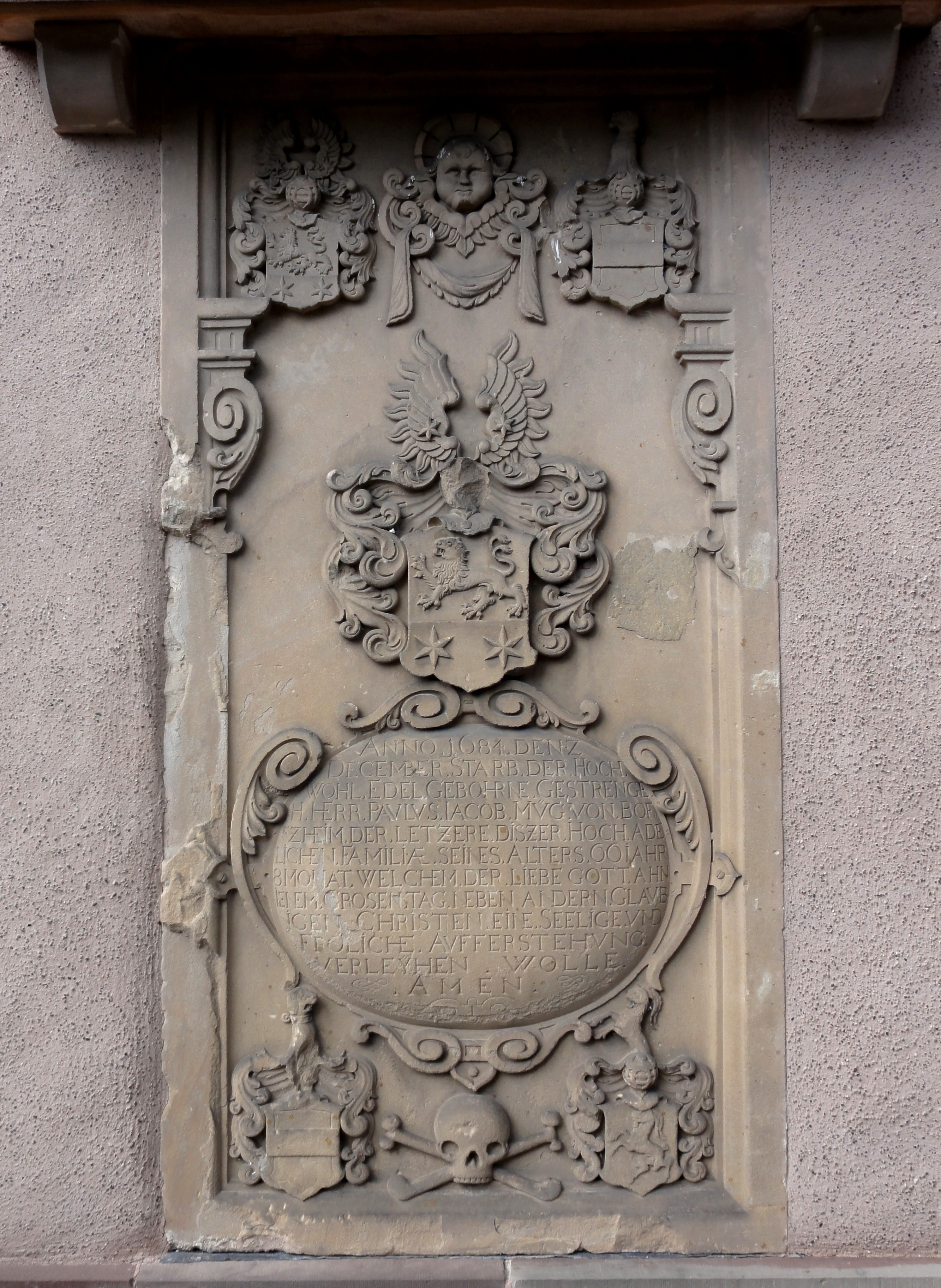
Épitaphe des armoiries de Paul Jacob Müg von Boffzheim († 1684), église Saint-Étienne de Boofzheim

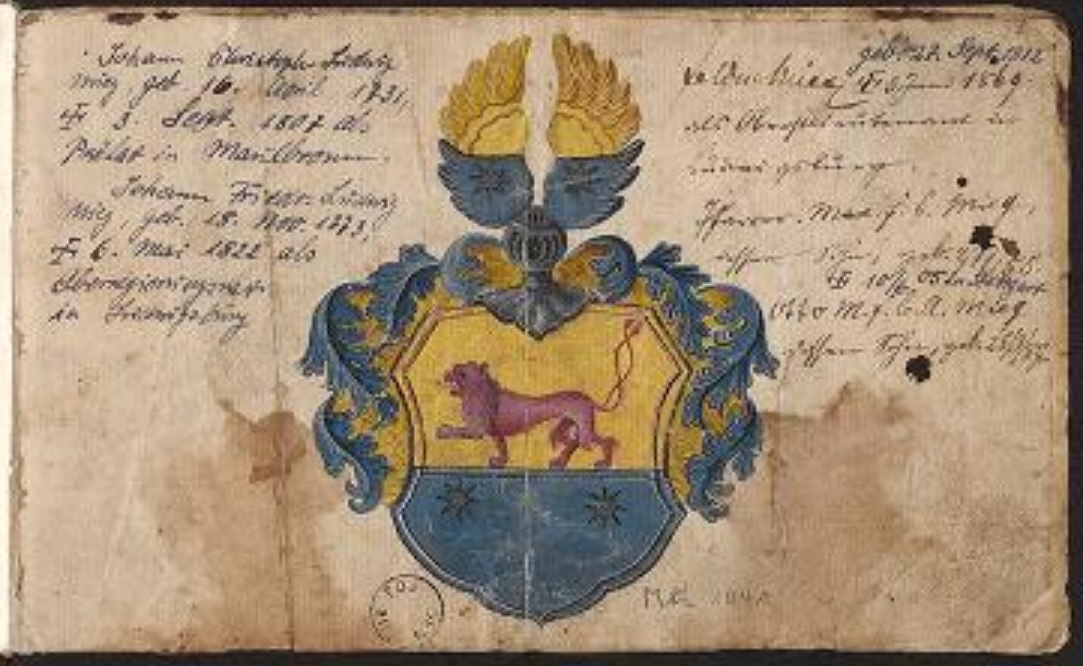
Armoiries de la famille Mieg dans le livre de la famille Johann Christoph Ludwig Mieg

Divisée par l'or et le bleu, un lion rouge marchant au-dessus, deux étoiles dorées l'une au-dessous de l'autre. Sur le casque avec un casque bleu et or couvre un vol bleu ouvert (doré), (dans les parties bleues) recouvert chacune d'une étoile dorée. Les mêmes armoiries figurent également dans le livre de famille de Johann Christoph Ludwig Mieg (1731-1807), prélat de Maulbronn.

## Filiation
1. Matthäus Mieg (1567-1626), avocat à la cour de la chambre impériale de Spire et juge du tribunal de Kurpfälzischer[4]
  1. Johann Ludwig Mieg (1609-1671), avocat et chancelier du Palatinat, conseiller privé; 1er ⚭ Maria Elisabeth (1616-1658), fille du vice-chancelier du Palatinat Johann Friedrich Schloer; 2e ⚭ Anna Katharina (1611-1683), fille de l'homme d'État palatinat-suédois Ludwig Camerarius (1573-1651)[5]
    1. Johann Friedrich Mieg l'Ancien (1642-1691), théologien réformé et professeur d'université ⚭ 1667 Chatharina Modesta Straburg (1648-1698)[6]
      1. Ludwig Christian Mieg (1668-1740), théologien réformé, professeur d'université et conseiller d'église Cath Louise Catharina Pauli (1671-1740), fille de Reinhold Pauli, théologien[7]
        1. Johann Friedrich Mieg le Jeune (1700-1788), fonctionnaire et historien de l'Église réformée  
          1. Abraham Jakob Wilhelm Mieg (1740-1810), avocat et Ehegerichtsrat à Heidelberg

        2. Ludwig Georg Mieg (1705-1761), professeur d'éloquence à l'université de Hanau   
          1. Friedrich von Mieg (1731-1783), lieutenant-colonel impérial
          2. Philipp Reinhold Emanuel Mieg (1737-1787), éducateur   
            1. Johann Elisa Mieg (1770-1842), éducatrice

        3. Johann Kasimir Mieg (1712-1764), théologien réformé, prédicateur et professeur d'université  
          1. Johann Friedrich Mieg (1744-1819), prédicateur réformé, franc-maçon et Illuminati[8]

      2. Katharina Elisabeth Mieg (1687-1709) ⚭ Hermann Reinhold Pauli (1682-1750), théologien  
        1. Ernst Ludwig Pauli (1716-1783), théologien
        2. Hermann Gottfried Pauli (1720-1786), théologien
        3. Georg Jakob Pauli (1722-1795), théologien

      3.  ? 
        1. Abraham Arnold Mieg (1718-1780), administrateur spirituel à Heidelberg[9]
          1. Benedikt Friedrich Albert Ritter et Edler von Mieg (1755-1829), conseiller d'administration spirituelle à Heidelberg, conseiller privé, a été élevé à la noblesse par l'électeur Karl Theodor du Palatinat en 1792, inscrit dans la noblesse bavaroise en 1815[10]
            1. Arnold Friedrich Ritter von Mieg (1778-1842), homme politique et diplomate bavarois, confirmation de la noblesse bavaroise 1812 ⚭ 1806 Elise Segalla (1784-1845)  
              1. Caroline Thérèse Madeleine von Mieg (1807-1888) ⚭ Friedrich août Stüler (1800-1865), architecte

            2. Antonie von Mieg (1783-1856) ⚭ Karl Günther (1771-1855), au courant de Bavière et directeur de l' administration
            3. Philippine von Mieg (1784-1862) ⚭ Gottfried Wilhelm Stüler (1798-1838), homéopathe
            4. Josefine von Mieg (1793-1828) ⚭ Johann Baptist von Zenetti (1785-1856), président du gouvernement de la Basse-Bavière à Landshut et du Palatinat à Spire  
              1. Benedikt Zenetti (1821-1904), abbé bénédictin de Munich
              2. Julius von Zenetti (1822-1905), administrateur bavarois
              3. Arnold von Zenetti (1824-1891), architecte et conseiller municipal de Munich
              4. Caroline Zenetti (1825-1895) ⚭ Alois von Brinz (1820-1887), juriste
              5. Josephine Zenetti († 1869) ⚭ Joseph von Lindwurm (1824-1874), médecin allemand

    2. Amelia Mieg († 1675) ⚭ Christian Ernst (baron de) Reichenbach (1644-1699), juriste
    3. Esther Catharina Mieg (* 1651) ⚭ Paul Hachenberg (1642-1680), historien

## Personnalités
- Armand Mieg (1834-1917), officier bavarois et concepteur d'armes.
- Hans von Mieg (1865-1945), général de division bavarois.
- Jean Mieg-Koechlin (1819-1904), industriel franco-allemand, maire, membre du Bundestag.
- Johann Christoph Ludwig Mieg (1731-1807), ecclésiastique allemand, abbé, surintendant général et prélat de Maulbronn.
- Johann Rudolf Mieg (1694-1733), médecin, botaniste et professeur d'université suisse.
- Peter Mieg (1906-1990), compositeur et peintre suisse
- Philippe Mieg (1900-1980), ingénieur et historien.
- Thierry Mieg (1955-2023), ingénieur français.

### Sources
- (de) Peter Fuchs, « Mieg (Familie) », dans Neue Deutsche Biographie (NDB), vol. 17, Berlin, Duncker & Humblot, 1994, p. 467–469 (original numérisé).
- Karl Banzhaf: The Mieg's and their gender: A genealogy and chronicle book, Ungerer, Endersbach 1925.
- Julius Kindler von Knobloch : Oberbadisches Gender Book, Volume 3, Heidelberg 1919, p. 123–127 (article Mueg (Mieg)) .
- Bernhard Hertzog : Chronicon Alsatiae, 1592, p. 266 f. (Article Mügen de Boffsheim).